# جرمنايا
جرمنايا هي قرية لبنانية من قرى قضاء عكار في محافظة الشمال. تقع في منطقة تجمع للقرى يسمى وادي خالد.